# Cascade Aerospace

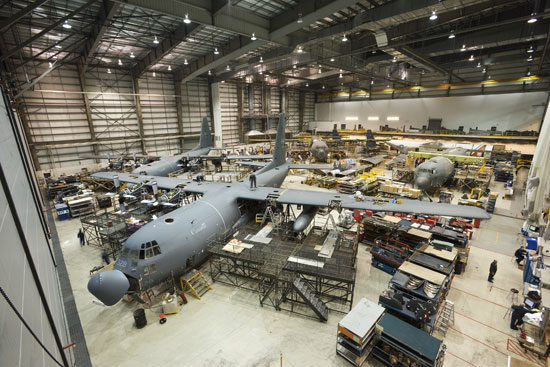
Eine C130s im Hangar

Cascade Aerospace Inc. ist ein Unternehmen der Luftfahrt und Rüstungsindustrie mit Hauptsitz in Abbotsford, British Columbia, Kanada. Das Unternehmen ist auf militärische und zivile Generalüberholungen von Flugzeugen sowie technische Umrüstungen spezialisiert. Das Unternehmen ist ein Erstausrüster bzw. Original-Equipment-Manufacturer (OEMs). Cascade Aerospace ist Mitglied der Aerospace Industries Association of Canada (AIAC).

## Geschichte
Cascade Aerospace Inc. begann als ein Reparaturwerkstatt für diverse Flugzeugtypen im Jahre 1969. Das Unternehmen wurde von
Barry Marsden, dem Gründer von Cascade Aerospace gegründet, der schon als Jugendlicher über eine Pilotenlizenz verfügte.

## Flugzeugtypen
- Lockheed Martin C-130, L-382 and L-100 Hercules and C-130J Super Hercules.
- Boeing 737 und Boeing 757
- De Havilland DHC-8, CRJ 100/200 Regionalflugzeuge und Canadair CL-215 und CL-215T Wasserflugzeuge.

## Einrichtungen
Cascade Aerospace hat seinen Hauptsitz am Abbotsford International Airport. Das Gebäude mit Hangar wurde im Jahr 2000 fertiggestellt, umfasst eine Fläche von rund 21.000 m2 und verfügt über einen großen Flugzeughangar, indem an acht Flugzeugen gleichzeitig gearbeitet werden kann. Eine weitere Niederlassung von Cascade Aerospace befindet sich auf der Canadian Forces Base Trenton.